# Створення контркультури
«Ство́рення контркульту́ри: Рефле́ксії над технократи́чним суспі́льством та його́ ю́ною опози́цією» (англ. The Making of a Counter Culture: Reflections on the Technocratic Society and Its Youthful Opposition) — книга Теодора Рошака, вперше опублікована 1968 року. Книга описувала та пояснювала європейську та американську контркультуру 1960-х.
«Створення контркультури» отримало величезну аудиторію протестувальників проти війни у В'єтнамі, бунтарів та спантеличених старших. Теодор Рошак знайшов спільне підґрунтя між студентськими радикалами 1960-х та хіппі в їхньому спільному відторгненні того, що він називав технократією — корпоративний режим, який домінує в індустріальному суспільстві. Він прослідковує інтелектуальні основи цих двох груп у творах Герберта Маркузе та Нормана Брауна, Аллена Гінсберга та Пола Гудмана.